# 韓國日報
韓國日報（： Hankook Ilbo）是大韓民國以韓語發行的日報。該報於1950年11月1日創辦，總部位於韓國首爾，與以英文發行的韓國時報（코리아타임스）為姊妹報，每日發行量在2002年統計已超過100萬份。

## 外部連結
- 韓國日報官方網站 （页面存档备份，存于）
- 韓國時報官方網站 （页面存档备份，存于）（英文）